# Psychiatria represyjna w ZSRR
Psychiatria represyjna w ZSRR – sposób represjonowania przeciwników politycznych – dysydentów, a także osób uważanych za naruszające normy społeczne, polegająca na przymusowym leczeniu psychiatrycznym w szpitalu-więzieniu (szpital psychiatryczny specjalnego rodzaju, ros. психиатрическая больница специального типа, psichotiurma психотюрьма, pot. psichuszka, психушка). Metoda, stosowana incydentalnie w wielu krajach, masowy charakter uzyskała w ZSRR od lat 50. do lat 80. XX wieku. Stosowana także w innych krajach komunistycznych (Rumunia, Kuba, Chiny).

## Początki w ZSRR
Pierwszym przejawem wykorzystania psychiatrii do represji politycznych była próba umieszczenia w 1918 popularnej liderki lewicowych eserów Marii Spiridonowej w sanatorium – w tym celu władze zamówiły odpowiednią ekspertyzę. W latach 20. XX w. i 30. XX w. wykorzystywanie psychiatrii do celów politycznych nie było częste, ponieważ masowo stosowano inne narzędzia terroru: rozstrzelanie, więzienia i łagry.
Pierwszym dokumentem, w którym psychiatrię zaczęto traktować jako element „ochrony” społeczeństwa był kodeks karny RFSRR z 1926. Pierwszy więzienny szpital psychiatryczny ze specjalnym oddziałem dla więźniów politycznych, nad którym pieczę objęło NKWD, powstał w 1939 w Kazaniu. Na tym oddziale umieszczano zarówno chorych psychicznie, których choroba miała coś wspólnego z polityką (na przykład ich urojenia dotyczyły spraw politycznych), jak i osoby zdrowe internowane na polecenie władz. Przebywał tam m.in. Jan Piłsudski i były prezydent Estonii Konstantin Päts. W latach 40 XX w., jak świadczą relacje poety Nauma Korżawina i Ilii Jarkowa, NKWD szerzej wykorzystywało psychiatrów we własnych celach, np. w przypadku Jarkowa usiłowano zatuszować omyłkę śledczych.
Na fali destalinizacji próbowano także zdemaskować i zakończyć nadużycia psychiatrii; działał w tym kierunku m.in. Siergiej Pisariew, uznany za schizofrenika z powodu napisania listu do Józefa Stalina. Pisariew w 1955 skierował list do KC KPZR z listą zdrowych osób, które spotkał w szpitalu. Specjalna komisja potwierdziła opisane fakty, ale na wprowadzenie zmian nie zdecydowano się. Nowy etap w wykorzystywaniu psychiatrii do celów politycznych znamionowało przemówienie Chruszczowa, opublikowane w gazecie Prawda 24 maja 1959 roku, w którym stwierdził, że w społeczeństwie komunistycznym przestępczość i naruszanie norm życia społecznego często wiąże się z rozstrojem psychicznym; w przemówieniu znalazła się fraza: „Można powiedzieć, że i obecnie (w ZSRR) istnieją ludzie, którzy walczą z komunizmem..., ale u takich ludzi bez wątpienia stan psychiczny nie jest w normie”. Jak pisał ironicznie Żores Miedwiediew „Komuś do głowy przyszła prosta myśl, że wzrost liczby procesów politycznych i więźniów politycznych – to zły wskaźnik socjologiczny, a wzrost liczby miejsc w szpitalach – to bardzo dobra oznaka postępu społecznego”. Przewaga diagnozy psychiatrycznej nad procesem sądowym była jednak poważniejsza: uwięzienie było bezterminowe, warunki w szpitalach gorsze i pozwalające na bezkarne wieloletnie znęcanie się, etykietka powodowała dyskredytację i pociągała za sobą nowe szykany. Na przykład placówki psychiatryczne często wysyłały do instytucji, z którymi korespondował pacjent, oficjalny list o „niecelowości korespondencji”, co zamykało drogę do interweniowania i szukania pomocy.
Według kodeksu karnego RFSRR z 1961 roku (oraz analogicznych kodeksów w innych republikach ZSRR) skala społecznie niebezpiecznych czynów obejmowała zabójstwa i gwałty, ale także „antyradziecką agitację i propagandę” (art. 70) czy „rozpowszechnianie obelżywych wymysłów, szkalujących radziecki ustrój państwowy i społeczny” (art. 190-1). W 1961 wydano też „Instrukcję o niezwłocznej hospitalizacji chorych psychicznie stanowiących powszechne niebezpieczeństwo”, która oddawała psychiatrom władzę przymusowego internowania nawet bez zgody sądu.

## Diagnoza i leczenie
Głównym organem powołanym do wydawania ekspertyz sądowo-psychiatrycznych w ZSRR był Instytut Psychiatrii Sądowej im. prof. W.P. Serbskiego w Moskwie, gdzie na specjalnym czwartym wydziale pracowali sprawdzeni przez KGB lekarze (ordynatorem tego wydziału był w latach 60 XX w. prof. Danił Łunc a współpracował z nim prof. Jakow Landau). Na podstawie akt śledczych KGB zdrowym osobom wystawiano psychiatryczne opinie lekarskie, według których uważano ich za niepoczytalnych, a następnie poddawano przymusowemu „leczeniu”. W komisjach zajmujących się przestępstwami przeciw państwu znajdowały się często najwyższe autorytety psychiatrii ZSRR: Andriej Snieżniewski, Grigorij Morozow, Marat Wartanian, Rubien Nadżarow, Josif Łukomski.
Najbardziej rozpowszechnioną etykietką diagnostyczną była „schizofrenia pełzająca” (ros. вялотекущая шизофрения, dosł. powoli rozwijająca się schizofrenia); ten typ schizofrenii zdefiniował w 1969 roku Snieżniewski jako postać, w której utajony proces chorobowy następuje bardzo powoli. W praktyce kryteria diagnostyczne pozwalały psychiatrom na rozpoznanie pełzającej schizofrenii na podstawie zachowań, które w normalnych warunkach byłyby charakteryzowane jako świadczące o drobniejszych zaburzeniach lub nawet powstające u osób zdrowych.
W celu przetrzymywania coraz większej liczby osadzonych stworzono sieć psychuszek, które łączyły funkcje szpitali i zwykłych więzień, w których we wspólnych celach przetrzymywano osoby rzeczywiście chore i skazane za morderstwa i gwałty ze zdrowymi osadzonymi na podstawie fałszywych ekspertyz lekarskich na zlecenie KGB. Osoby te poddawano „leczeniu” przy użyciu silnych neuroleptyków, insuliny czy podskórnych zastrzyków koloidalnej siarki (w przypadku insuliny celowo wywoływano silną hipoglikemię wraz z szeregiem jej objawów, natomiast użycie koloidalnej siarki wywoływało silny ból mięśni i wzrost temperatury ciała do 39 °C i wyższych). Na porządku dziennym było znęcanie się sanitariuszy nad osadzonymi poprzez bicie (nazywane „zaordynowaniem kułazinu” – od rosyjskiego słowa kułak – pięść, stąd – kułazin), duszenie, a nawet gwałty. Osadzeni spędzali w takich ośrodkach wiele lat, a w przeciwieństwie do wyroków sądowych, „chorzy” nie wiedzieli ile jeszcze lat w szpitalach spędzą, gdyż zawsze według oceny lekarzy mogli nie być jeszcze „dostatecznie wyleczeni”. Ostatecznie zwolnienie następowało często dopiero w wyniku nacisków grup z zewnątrz, takich jak Amnesty International. Osoby zwolnione miały jednak, ze względu na swą przeszłość, problemy ze znalezieniem mieszkania czy jakiejkolwiek pracy, nie mówiąc o uszczerbkach na zdrowiu fizycznym i psychicznym.
Wśród osadzonych znaleźli się m.in. Natalja Gorbaniewska (współorganizatorka demonstracji w Moskwie przeciwko wejściu armii Układu Warszawskiego do Czechosłowacji), a także Władimir Bukowski (skazany m.in. za organizowanie spotkań poetyckich oraz manifestacje w obronie innych dysydentów – spędził w więzieniach 12 lat), oraz Siemion Głuzman (ukraiński psychiatra, więziony za obronę ofiar psychiatrii politycznej), którzy napisali razem w celu obrony przed działaniami władz podręcznik Psychiatria dla nieprawomyślnych. W książce tej zamieścili m.in. wypowiedzi doktorów nauk medycznych z Instytutu Serbskiego T.P. Pieczernikowej i A.A. Kosaczowa: „Skłonność do walki o prawdę i sprawiedliwość cechuje najczęściej osobowości o strukturze paranoidalnej”. Na rzecz osadzonych działał także Anatolij Koriagin – psychiatra, skazany na specszpital za pracę Pacjenci mimo woli, która ukazała się w tygodniku medycznym „The Lancet”. Prócz ludzi, których skazano za takie wykroczenia, jak bezprawne przekroczenie granicy, operacje walutowe czy kontrabanda, znajdowały się także osoby skazane z przyczyn religijnych.

## Psychiatria represyjna ZSRR na forum międzynarodowym
Problemem nadużywania psychiatrii w sprawach politycznych zajmowała się specjalna Komisja Robocza do Zbadania Wykorzystania Psychiatrii dla Celów Politycznych przy Moskiewskiej Grupie Helsińskiej. Od stycznia 1977 zbierała ona informacje o osobach osadzonych, a także opisywała nadużycia. Na Światowym Kongresie Psychiatrów w Honolulu w 1977 oficjalnie potępiono nielekarskie działania psychiatrów sowieckich (m.in. po przedostaniu się na zachód książki Aleksandra Podrabinka Medycyna karna), a w 1983 działalność Komisji spowodowała usunięcie psychiatrów sowieckich ze Światowego Stowarzyszenia Psychiatrycznego (tuż przed VII Światowym Kongresem Psychiatrów w Wiedniu delegacja radziecka zrzekła się jakoby sama uczestnictwa w działaniach Stowarzyszenia).

## Koniec działalności w ZSRR
Kres działalności psychuszek położyła pieriestrojka. Z kodeksu karnego RFSRR zniknęły najczęściej stosowane przy osadzaniu artykuły 70 i 190-1, a 5 stycznia 1988 zlikwidowano pięć specszpitali psychiatrycznych, a szesnaście przekazano spod władzy Ministerstwa Spraw Wewnętrznych ZSRR w ręce Ministerstwa Opieki Zdrowotnej ZSRR. W latach 1989–1990 wykreślono z ewidencji psychiatrycznej około 2 mln osób skazanych na podstawie już nieistniejących artykułów karnych. Próby rehabilitacji osób poszkodowanych przez „psychiatrię represyjną” spotykają się z niechęcią sądów do rozpatrywania takich spraw, a strat nie próbuje się zrekompensować. Jakikolwiek z ówczesnych lekarzy nie przyznał się do winy, także nie wyraził skruchy. Sprawców cierpień, którzy złamali przysięgę Hipokratesa nie pozbawiono praw wykonywania zawodu.

## W innych krajach
Na założeniach radzieckiej psychiatrii prześladowczej wzorowały i wzorują się także inne państwa totalitarne, np. Chińska Republika Ludowa. Nie są to jednak systemy tak rozbudowane, jak w ZSRR, choć uważa się, że w Chinach przymusowe osadzanie osób niewygodnych dla władz w szpitalach psychiatrycznych jest praktykowane nadal. Raporty Amnesty International wskazują też, że podobne praktyki stosowały także państwa uznawane za wolne m.in. w USA (więzienie Guantanamo) i Kanadzie, choć nie przybrały one charakteru instytucjonalnego.

### Literatura dodatkowa
- Bartłomiej Brążkiewicz: Psychiatria radziecka jako instrument walki z opozycją polityczną w latach 1918–1984. Toruń: Europejskie Centrum Edukacyjne, 2004, s. 208. ISBN 83-88089-18-8.